# Cayman Islands Open
Die Cayman Islands Open waren ein von 2009 bis 2011 stattfindendes Squashturnier für Damen der WSA World Tour. Austragungsort war Grand Cayman, die größte der drei Cayman Islands.
Die Wertungskategorie des Turniers stieg analog zum Preisgeld mit jedem Jahr an. Nachdem es 2009 zunächst zur Wertungskategorie WSA Silver 30 mit 37.500 US-Dollar Preisgeld gehörte, war es 2010 ein Turnier der Kategorie WSA Gold 45 mit 55.300 US-Dollar Preisgeld. Die Austragung 2011 schüttete 68.500 US-Dollar aus und war ein Turnier der Kategorie WSA Gold 60. Alle drei Austragungen wurden von Nicol David gewonnen, die in dem Zeitraum durchgängig an der Spitze der Weltrangliste stand und durchgängig die amtierende Weltmeisterin war.

## Finalergebnisse
| Jahr | Siegerin    | Finalgegnerin    | Ergebnis                |
| ---- | ----------- | ---------------- | ----------------------- |
| 2011 | Nicol David | Jenny Duncalf    | 11:7, 11:6, 12:14, 11:4 |
| 2010 | Nicol David | Jenny Duncalf    | 11:8, 11:8, 11:4        |
| 2009 | Nicol David | Natalie Grainger | 11:8, 11:6, 11:5        |